# Bryophila
Bryophila is een geslacht van vlinders van de familie Uilen (Noctuidae), uit de onderfamilie Bryophilinae.

## Soorten
- B. amoenissima Turati, 1909
- B. domestica

Lichte korstmosuil (Hufnagel, 1775)
- Bryophila barbaria Schawerda, 1934[2]
- Bryophila blepharista (Boursin, 1954)[3]
- B. ereptricula Treitschke, 1825
- B. felina (Eversmann, 1852)
- B. galathea Millière, 1875
- B. gea (Schawerda, 1934)
- Bryophila katiba (Rungs, 1972)[4]
  - = Ondersoort van Cryphia blepharista
- B. maeonis Lederer, 1865
- B. microglossa (Rambur, 1858)
- B. microphysa (Boursin, 1952)
- B. orthogramma (Boursin, 1954)
- Bryophila perloides Guenée, 1852[5]
- B. petrea Guenee, 1852
- B. petricolor Lederer, 1870
- B. raptricula

Donkere korstmosuil (Denis & Schiffermüller, 1775)
- B. ravula (Hübner, 1813)
- B. rectilinea (Warren, 1909)
- Bryophila schwingenschussi (Boursin, 1954)[3]
  - = Cryphia schwingenschussi Boursin, 1954
- B. seladona Christoph, 1885
- Bryophila squamosa Schwingenschuss, 1936
- B. strobinoi (Dujardin, 1972)
- B. tephrocharis (Boursin, 1953)
- B. vandalusiae Duponchel, 1842